# الحركة من أجل جزر القمر
الحركة من أجل جزر القمر (بالفرنسية: Mouvement pour les Comores)‏ هو حزب سياسي في جزر القمر.

## التاريخ
تأسس الحزب عام 1997م على يد سعيد هلالي. وقد رشح الحزب أمينه العام إبراهيم حليدي لانتخابات 2006م الرئاسية. في الجولة الثانية من التصويت، جاء حليدي في المرتبة الثانية بنسبة 28٪ من الأصوات.